# الإسلام في هندوراس
تحصر الإحصاءات عن الإسلام في هندوراس عدد السكان المسلمين ما بين 5,000 و 6,000 يمثلون 0.1 في المئة من السكان. في حين تشير إحصائيات غير رسمية إلى ما بين 50,000 و 80,000 من ثمانية ملايين نسمة في البلاد من أصول عربية، وأغلبيتها العظمى من الفلسطينيين واللبنانين، أما البقية فهم من المسيحيين الأرثوذكس والكاثوليك. ولا توجد دولة أخرى في نصف الكرة الغربي لديها مثل هذه النسبة المرتفعة من المهاجرين العرب وتحتل الهندوراس المرتبة السابعة بعد الولايات المتحدة والمكسيك وكولومبيا وفنزويلا وكندا وشيلي. هناك منظمتين إسلاميتين معروفين في البلاد، «Centro Islámico de Honduras» في سان بيدرو سولا يرأسه يوسف أمداني، و «Comunidad Islámica de Honduras» في كورتيس.

## خلفية
وصل إلى هندوراس أول مهاجر من الدول العربية في عام 1896، وبحلول عام 1918، وفقا لمسح محلي، فالمهاجرين العرب كانوا مسيحيين فلسطينيين إلى حد كبير استوطنوا سان بيدرو سولا، ثاني أكبر مدينة في البلاد. هاجروا بسبب السيطرة العثمانية على فلسطين. وشهدت البلاد موجة هجرة أخرى بعد الحرب العالمية الثانية والحرب العربية الإسرائيلية عام 1948.
في عام 1984، تأسست منظمة خيرية إسلامية هدفها الرئيسي رعاية مصالح العرب والمسلمين في البلاد، وشيدت مسجدا حيث يجتمع المسلمون ويناقشون شؤونهم الاجتماعية والدينية، وتعليم أبنائهم القرآن واللغة العربية.

## هوامش
1. ↑  Pew Research Center,
Mapping the Global Muslim Population. A Report on the Size and Distribution of the World's Muslim Population, October 2009, p. 33 . نسخة محفوظة 03 ديسمبر 2011 على موقع واي باك مشين.
2. ↑  Luxner، Larry (يوليو–أغسطس 2001). "The Arabs of Honduras". Saudi Aramco World. مؤرشف من الأصل في 2023-03-26.
3. ↑  Espín Ocampo، Julieta (29 مايو 2020). "Origen y evolución de la comunidad palestina en Chile". Relaciones Internacionales. ج. 93 ع. 1: 113–132. DOI:10.15359/ri.93-1.5. ISSN:2215-4582. مؤرشف من الأصل في 2023-03-20.
4. ↑  The Arabs of Honduras, Luxner, L., JA 01: 34-37
5. ↑  Muslim Populationنسخة محفوظة 25 ديسمبر 2008 على موقع واي باك مشين.